# Бородинська волость
Бородинська волость — історична адміністративно-територіальна одиниця Порецького повіту Смоленської губернії з центром у селі Борода.
Станом на 1885 рік складалася з 96 поселень, 36 сільських громад. Населення — 8035 осіб (4651 чоловічої статі та 3384 — жіночої), 1390 дворових господарства.
|                     | Площа, десятин | У тому числі орної, дес. |
| ------------------- | -------------- | ------------------------ |
| Сільських громад    | 29494          | 10990                    |
| Приватної власності | 355            | 237                      |
| Казенної власності  | 1789           | —                        |
| Іншої власності     | 36             | 14                       |
| Загалом             | 31674          | 11241                    |

Найбільші поселення волості станом на 1885:
- Борода — колишнє власницьке село при річці Борода за 17 верст від повітового міста, 115 осіб, 17 дворів, існували школа. За 2 версти — православна церква.